# Marco Ponti

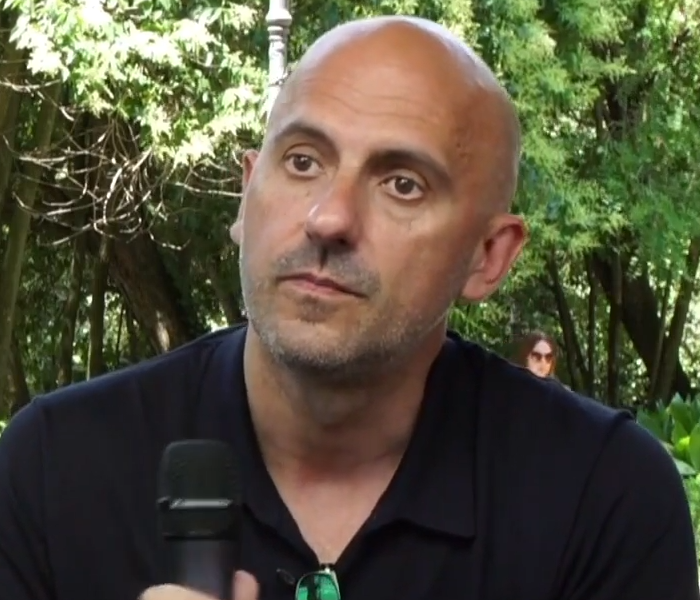
Marco Ponti, 2018

Marco Ponti (* 25. Juli 1967 in Avigliana) ist ein italienischer Drehbuchautor und Filmregisseur.

## Leben
Der Neffe Carlo Pontis schloss in Moderner Literaturwissenschaft an der Universität Turin ab und arbeitete dort einige Zeit als Assistent. Während er Kurzfilme schrieb und inszenierte, legte er auch eine Untersuchung zu Quentin Tarantino vor und wirkte für Radio und Fernsehen. Für seine eigenen Werke erhielt er etliche Preise, darunter den Europäischen Filmpreis. 2000 war er für das Drehbuch zum Spielfilm Se fossi in te verantwortlich; im Jahr darauf folgte sein Regiedebüt Santa Maradona (Rote Karte für die Liebe), der mit zwei David di Donatello und einem Ciak d’oro ausgezeichnet wurde und auch einer der Publikumserfolge des Jahres 2002 wurde. 2004 folgte A/R Andata + Ritorno. In der Folgezeit probierte sich Ponti in verschiedenen Kunstformen: neben weiteren Drehbüchern inszenierte er einen Videoclip für Vasco Rossi übersetzte er auch Theaterstücke und drehte einen Dokumentarfilm, La luna di giorno. 2013 erschien sein dritter Film, Passione sinistra, in dem Eva Riccoboni eine bepreiste Leistung als Darstellerin bot. Pontis Fernseharbeit Ti amo troppo per dirtelo wurde im Juni 2014 gezeigt.
Ponti ist verheiratet und hat drei Kinder.

## Filmografie (Auswahl)
- 2001: Rote Karte für die Liebe (Santa Maradona)
- 2004: A/R Andata + Ritorno
- 2013: Passione sinistra
- 2014: Ti amo troppo per dirtelo (Fernsehfilm)
- 2015: Io che amo solo te